# Пайл, Денвер
Де́нвер Пайл (англ. Denver Pyle; 11 мая 1920, Кит-Карсон, Колорадо — 25 декабря 1997, Бербанк, Калифорния) — американский актёр кино и телевидения, кинорежиссёр.

## Биография
Денвер Пайл родился 11 мая 1920 года в городке Бетюн, штат Колорадо. Отец — Бен Пайл (1895—1988), фермер; мать — Мод (1899—1985). Юноша окончил старшую школу и поступил в Колорадский государственный университет на юридический факультет, но быстро бросил его, увлёкшись шоу-бизнесом. В 1940 году переехал в Лос-Анджелес, был барабанщиком в «гаражной» рок-группе, а затем ушёл служить, был моряком. Участвовал в битве за Гуадалканал, был ранен и во второй половине 1942 года комиссован. Вернувшись с войны, Пайл работал на авиационном заводе, а затем решил начать карьеру киноактёра. Впервые на экране он появился в 1947 году в фильме «Вина Джанет Эймс», где исполнил эпизодическую роль без указания в титрах. С 1951 года Пайл стал также сниматься и для телевидения; в конце 1960-х годов и начале 1980-х попробовал себя как режиссёр (32 эпизода трёх сериалов). Амплуа актёра — положительный герой вестернов, шериф.
В 1984 году Пайл получил награду «Золотая бутса», 12 декабря 1997 года, за две недели до смерти, удостоился звезды на Голливудской «Аллее славы».

### Личная жизнь и смерть
Первый брак Пайла длился 15 лет: в 1955 году он женился на Мэрили Карпентер (1924—2010), которая работала в должности англ. production assistant на киностудии 20th Century Fox, но в 1970 году последовал развод, у пары остались два сына, Дэвид (род. 1956) и Тони (род. 1957). Второй раз актёр женился в возрасте 63 года: его избранницей стала Типпи Джонстон, с которой он прожил в браке 14 лет до самой своей смерти.
Денвер Пайл скончался 25 декабря 1997 года от рака лёгких в Бербанке, штат Калифорния. Согласно последней воле, похоронен в безымянной могиле кладбища посёлка Форрестон, штат Техас, рядом с родителями своей второй жены.

## Избранная фильмография

### Актёр на широком экране
- 1947 — Вина Джанет Эймс[англ.] / The Guilt of Janet Ames — сердцеед (в титрах не указан)
- 1948 — Человек из Колорадо[англ.] / The Man from Colorado — Изи Джарретт (в титрах не указан)
- 1949 — Эль-Пасо[англ.] / El Paso — линчеватель (в титрах не указан)
- 1949 — Адский огонь[англ.] / Hellfire — Рекс
- 1949 — Край каньона[англ.] / Rim of the Canyon — Кэш Коллинс (в титрах не указан)
- 1949 — Слишком поздно для слёз / Too Late for Tears — юноша на станции Юнион[англ.] (в титрах не указан)
- 1949 — Большое колесо[англ.] / The Big Wheel — ученик автомеханика
- 1950 — Летающая тарелка / The Flying Saucer — Тёрнер, шпион
- 1951 — Барабаны глубокого Юга[англ.] / Drums in the Deep South — солдат, разбивающий окно (в титрах не указан)
- 1952 — Мятеж[англ.] / Mutiny — стрелок / мятежник (в титрах не указан)
- 1953 — Дымок из ствола[англ.] / Gunsmoke — Жирдяй (в титрах не указан)
- 1953 — Одиночка[англ.] / The Lone Hand — «регулятор» (в титрах не указан)
- 1953 — Колонна на Юг[англ.] / Column South — шпион конфедератов в форме янки (в титрах не указан)
- 1954 — Команда / The Command — пехотинец (в титрах не указан)
- 1954 — Держись подальше от Диабло[англ.] / Ride Clear of Diablo — преподобный Мурхед
- 1954 — Парень из Оклахомы[англ.] / The Boy from Oklahoma — Бэгли (в титрах не указан)
- 1954 — Джонни Гитара / Johnny Guitar — солдат (в титрах не указан)
- 1954 — Бой барабана[англ.] / Drum Beat — Фэйрчайлд (в титрах не указан)
- 1955 — Десять человек в розыске[англ.] / Ten Wanted Men — Дейв Уид (в титрах не указан)
- 1955 — Гнев на рассвете[англ.] / Rage at Dawn — Клинт Рино[англ.]
- 1955 — В укрытии[англ.] / Run for Cover — Харви (в титрах не указан)
- 1955 — В ад и обратно[англ.] / To Hell and Back — рядовой Томпсон
- 1955 — Лучший стрелок[англ.] / Top Gun — Хэнк Спенсер (в титрах не указан)
- 1956 — Пожалуйста, убей меня / Please Murder Me — лейтенант Брэдли
- 1956 — Обнажённые холмы[англ.] / The Naked Hills — Берт Киллиан / рассказчик
- 1956 — 7-й кавалерийский[англ.] / 7th Cavalry — Диксон
- 1957 — Цель — 60 000[англ.] / Destination 60,000 — Микки Хилл
- 1957 — Лётчик / Jet Pilot — мистер Симпсон (в титрах не указан)
- 1958 — Пистолет в левой руке / The Left Handed Gun — Оллинджер
- 1958 — Форт павших[англ.] / Fort Massacre — рядовой Коллинс
- 1958 — Китайская кукла[англ.] / China Doll — полковник Уили
- 1959 — Хороший день для повешения[англ.] / Good Day for a Hanging — Эд Мур, помощник шерифа
- 1959 — Кавалеристы / The Horse Soldiers — Джеки Джо
- 1960 — Домой с холма[англ.] / Home from the Hill — мистер Брэдли (в титрах не указан)
- 1960 — Форт Аламо / The Alamo — напёрсточник
- 1962 — Человек, который застрелил Либерти Вэланса / The Man Who Shot Liberty Valance — Амос Кэрратерс
- 1962 — Джеронимо[англ.] / Geronimo — сенатор Конрад
- 1964 — Невеста по почте[англ.] / Mail Order Bride — священник-проповедник
- 1964 — Чёрный как я[англ.] / Black Like Me — мужчина в пикапе
- 1964 — Осень шайеннов / Cheyenne Autumn — сенатор Генри (в титрах не указан)
- 1965 — Пропойцы[англ.] / The Rounders — «Бык»
- 1965 — Шенандоа / Shenandoah — пастор Бьёрлинг
- 1965 — Большие гонки / The Great Race — шериф
- 1967 — Добро пожаловать в Тяжёлые Времена[англ.] / Welcome to Hard Times — Альфи, водитель дилижанса
- 1967 — Бонни и Клайд / Bonnie and Clyde — Фрэнк Хэмер[англ.], техасский рейнджер
- 1968 — Бандольеро / Bandolero! — Мьюнси Картер
- 1968 — Пятикарточный покер[англ.] / 5 Card Stud — Сиг Эверс
- 1971 — Кое-что большое[англ.] / Something Big — Джуниор Фрисби
- 1973 — Жестяная звезда[англ.] / Cahill U.S. Marshal — Денвер
- 1975 — Побег на Ведьмину гору[англ.] / Escape to Witch Mountain — дядюшка Бин
- 1976 — Буффало Билл и индейцы, или Урок истории от Сидящего Быка[англ.] / Buffalo Bill and the Indians, or Sitting Bull's History Lesson — Маклафлин, шпион индейцев
- 1976 — Добро пожаловать в Лос-Анджелес[англ.] / Welcome to L.A. — Карл Барбер
- 1978 — Возвращение на Ведьмину гору[англ.] / Return from Witch Mountain — дядюшка Бин
- 1994 — Мэверик / Maverick — старик-картёжник на пароходе

### Актёр телевидения
- 1951, 1952 — Сиско Кид[англ.] / The Cisco Kid — разные роли (в 2 эпизодах)
- 1951—1953 — англ. The Range Rider — разные роли (в 14 эпизодах)
- 1951—1952, 1954 — Шоу Джина Отри[англ.] / The Gene Autry Show — разные роли (в 10 эпизодах)
- 1951, 1953—1956 — Одинокий всадник[англ.] / The Lone Ranger — разные роли (в 7 эпизодах)
- 1952—1953 — Шоу Роя Роджерса[англ.] / The Roy Rogers Show — разные роли (в 4 эпизодах)
- 1952—1954 — Приключения Кита Карсона[англ.] / The Adventures of Kit Carson — разные роли (в 7 эпизодах)
- 1953, 1955—1956 — Вы — там[англ.] / You Are There — разные роли (в 9 эпизодах)
- 1953, 1963—1964, 1966 — Дни в Долине Смерти / Death Valley Days — разные роли (в 7 эпизодах)
- 1954 — Приключения Супермена[англ.] / Adventures of Superman — Эмайл Хэтч (в 1 эпизоде)
- 1954 — Истории века[англ.] / Stories of the Century — Билл Хэйз, подручный Сэма Басса (в 1 эпизоде)
- 1954 — Энни Оукли[англ.] / Annie Oakley — разные роли (в 2 эпизодах)
- 1954, 1955 — Общественный защитник[англ.] / The Public Defender — разные роли (в 2 эпизодах)
- 1955 — Буффало Билл Младший[англ.] / Buffalo Bill, Jr. — разные роли (в 2 эпизодах)
- 1955 — Коммандо Коди: Небесный шериф Вселенной[англ.] / Commando Cody: Sky Marshal of the Universe — Краг (в 2 эпизодах)
- 1955—1956 — Перекрёсток[англ.] / Crossroads — разные роли (в 4 эпизодах)
- 1955, 1958 — Ярость[англ.] / Fury — разные роли (в 2 эпизодах)
- 1955, 1957—1960 — Жизнь и житие Уайатта Эрпа[англ.] / The Life and Legend of Wyatt Earp — разные роли (в 10 эпизодах)
- 1956 — Миллионер[англ.] / The Millionaire — Артур Дарнер (в 1 эпизоде)
- 1956 — Письмо Лоретте[англ.] / Letter to Loretta — Генри (в 1 эпизоде)
- 1956—1961 — Театр Зейна Грея[англ.] / Dick Powell's Zane Grey Theatre — разные роли (в 7 эпизодах)
- 1956—1957, 1959—1960, 1962—1967, 1973 — Дымок из ствола / Gunsmoke — разные роли (в 14 эпизодах)
- 1957 — Кульминация![англ.] / Climax! — убийца (в 1 эпизоде)
- 1957, 1959 — Истории Уэллса Фарго[англ.] / Tales of Wells Fargo — Джек Пауэрс (в 2 эпизодах)
- 1957—1960 — Есть оружие — будут и путешествия[англ.] / Have Gun – Will Travel — разные роли (в 7 эпизодах)
- 1957, 1965 — Караван повозок[англ.] / Wagon Train — разные роли (в 2 эпизодах)
- 1958 — Сломанная стрела[англ.] / Broken Arrow — Фред (в 1 эпизоде)
- 1958 — Театр 90[англ.] / Playhouse 90 — Сэм Уилер (в 1 эпизоде)
- 1958 — Истории техасских рейнджеров[англ.] / Tales of the Texas Rangers — Ноа Рид (в 1 эпизоде)
- 1958, 1960—1961, 1963, 1966 — Перри Мейсон / Perry Mason — разные роли (в 6 эпизодах)
- 1959 — Люди в космосе[англ.] / Men into Space — доктор Питер Райбер (в 1 эпизоде)
- 1959—1960 — Техасец[англ.] / The Texan — разные роли (в 4 эпизодах)
- 1959, 1961 — Бэт Мастерсон[англ.] / Bat Masterson — разные роли (в 2 эпизодах)
- 1959—1961 — Стрелок[англ.] / The Rifleman — разные роли (в 5 эпизодах)
- 1959, 1962 — Законник[англ.] / Lawman — разные роли (в 2 эпизодах)
- 1959—1961, 1963 — Ларами[англ.] / Laramie — разные роли (в 5 эпизодах)
- 1959, 1974—1975, 1978 — англ. Walt Disney anthology television series — разные роли (в 7 эпизодах)
- 1960 — Территория надгробий[англ.] / Tombstone Territory — Уилл Гантер (в 1 эпизоде)
- 1961 — Мэверик / Maverick — Джерри О’Брин (в 1 эпизоде)
- 1961 — Шах и мат[англ.] / Checkmate — Терри Адамс (в 1 эпизоде)
- 1961 — Бронко[англ.] / Bronco — разные роли (в 4 эпизодах)
- 1961 — Детективы[англ.] / The Detectives — Билл Дарьен (в 1 эпизоде)
- 1961, 1962 — Шоссе 66[англ.] / Route 66 — разные роли (в 2 эпизодах)
- 1961—1962 — Шайенны[англ.] / Cheyenne — разные роли (в 3 эпизодах)
- 1961—1964, 1968, 1970, 1972 — Бонанза / Bonanza — разные роли (в 8 эпизодах)
- 1962 — Триллер[англ.] / Thriller — Орто Уилер (в 1 эпизоде)
- 1962 — Бен Кейси / Ben Casey — Даллас Хоупуэлл (в 1 эпизоде)
- 1962 — Лесси / Lassie — мистер Мэдден (в 1 эпизоде)
- 1962—1963 — Империя[англ.] / Empire — Том Роулинг (в 2 эпизодах)
- 1963 — Вирджинец[англ.] / The Virginian — Пико Браун (в 1 эпизоде)
- 1963 — Шоу Дика Ван Дайка[англ.] / The Dick Van Dyke Show — дядюшка Джордж (в 1 эпизоде)
- 1963 — Сыромятная плеть / Rawhide — Джон Уэсли «Папочка» Куэйд (в 1 эпизоде)
- 1963—1964, 1966 — Шоу Энди Гриффита / The Andy Griffith Show — Брискоу Дарлинг (в 6 эпизодах)
- 1964 — Доктор Килдейр[англ.] / Dr. Kildare — Р. Э. Ленджер (в 1 эпизоде)
- 1964 — Сумеречная зона / The Twilight Zone — Стью Тиллмен (в 1 эпизоде)
- 1964 — Темпл Хьюстон[англ.] / Temple Houston — Финес Фэллон (в 1 эпизоде)
- 1964 — Лейтенант[англ.] / The Lieutenant — майор Мэттью Моррисси (в 1 эпизоде)
- 1965—1966 — Тэмми[англ.] / Tammy — дедушка Тэрлтон (в 26 эпизодах)
- 1967 — Высокий кустарник[англ.] / The High Chaparral — генерал Уоррен (в 1 эпизоде)
- 1967 — Хондо[англ.] / Hondo — судья Эмос Блант (в 1 эпизоде)
- 1967 — Симаррон-Стрип[англ.] / Cimarron Strip — Чарли Остин (в 1 эпизоде)
- 1968 — Гомер Куча, морпех[англ.] / Gomer Pyle, U.S.M.C. — Титус Парселл (в 1 эпизоде)
- 1968—1970 — Шоу Дорис Дэй[англ.] / The Doris Day Show — Бак Уэбб (в 53 эпизодах)
- 1970 — А вот и невесты[англ.] / Here Come the Brides — Дункан Болт (в 1 эпизоде)
- 1972 — Уолтоны / The Waltons — кузен Гомер Ли Болдуин (в 1 эпизоде)
- 1973 — Улицы Сан-Франциско / The Streets of San Francisco — Карл Армстронг (в 1 эпизоде)
- 1973, 1974 — Кунг-фу[англ.] / Kung Fu — разные роли (в 2 эпизодах)
- 1974 — Детектив Кэннон[англ.] / Cannon — шериф (в 1 эпизоде)
- 1976 — Петрочелли[англ.] / Petrocelli — Эндрю Уорбёртон (в 1 эпизоде)
- 1976 — Барнаби Джонс[англ.] / Barnaby Jones — Стейли Кирхер (в 1 эпизоде)
- 1977—1978 — Жизнь и приключения Гризли Адамса[англ.] / The Life and Times of Grizzly Adams — Безумный Джек (в 37 эпизодах)
- 1979 — Как был завоёван Запад[англ.] / How the West Was Won — сержант Трипп (в 1 эпизоде)
- 1979—1985 — Придурки из Хаззарда / The Dukes of Hazzard — дядюшка Джесс (в 146 эпизодах)
- 1983 — Придурки[англ.] / The Dukes — дядюшка Джесс (м/с; в 20 эпизодах; озвучивание)
- 1986 — Лодка любви / The Love Boat — Эрик Спринджер (в 1 эпизоде)
- 1986 — Возвращение в Мэйберри[англ.] / Return to Mayberry — Брискоу Дарлинг
- 1988 — Она написала убийство / Murder, She Wrote — Эбен Коннорс (в 1 эпизоде)
- 1990 — Даллас / Dallas — Блэки Кэллахан (в 2 эпизодах)
- 1994 — Закон Лос-Анджелеса / L.A. Law — Гарольд Нордофф (в 1 эпизоде)
- 1996 — Что за мультик![англ.] / What a Cartoon! — поссум Поданк (в 1 эпизоде; озвучивание)
- 1996 — Сибилл[англ.] / Cybill  — камео (в 1 эпизоде)
- 1997 — Придурки из Хаззарда: Воссоединение![англ.] / The Dukes of Hazzard: Reunion! — дядюшка Джесс

### Режиссёр
- 1966—1968 — Дни в Долине Смерти / Death Valley Days — 10 эпизодов
- 1970 — Шоу Дорис Дэй[англ.] / The Doris Day Show — 10 эпизодов
- 1980—1983 — Придурки из Хаззарда / The Dukes of Hazzard — 12 эпизодов